# Pollia condensata
Espèce
Pollia condensata est une espèce de plantes herbacées vivaces de la famille des Commelinaceae à tiges stolonifères et à fruit bleu dur, sec, brillant, rond et métallique. On la trouve dans les régions forestières d'Afrique. La couleur bleue du fruit, créée par la coloration structurelle, est la plus intense de toutes les matières biologiques connues.

## Dénominations
Pollia condensata est aussi connu sous le nom d'Aclisia condensata C.B.Clarke et G.Brückn.

## Distribution
On la trouve dans les régions forestières d'Afrique.
La plante a été décrite pour la première fois en Angola, en Afrique occidentale.

## Description

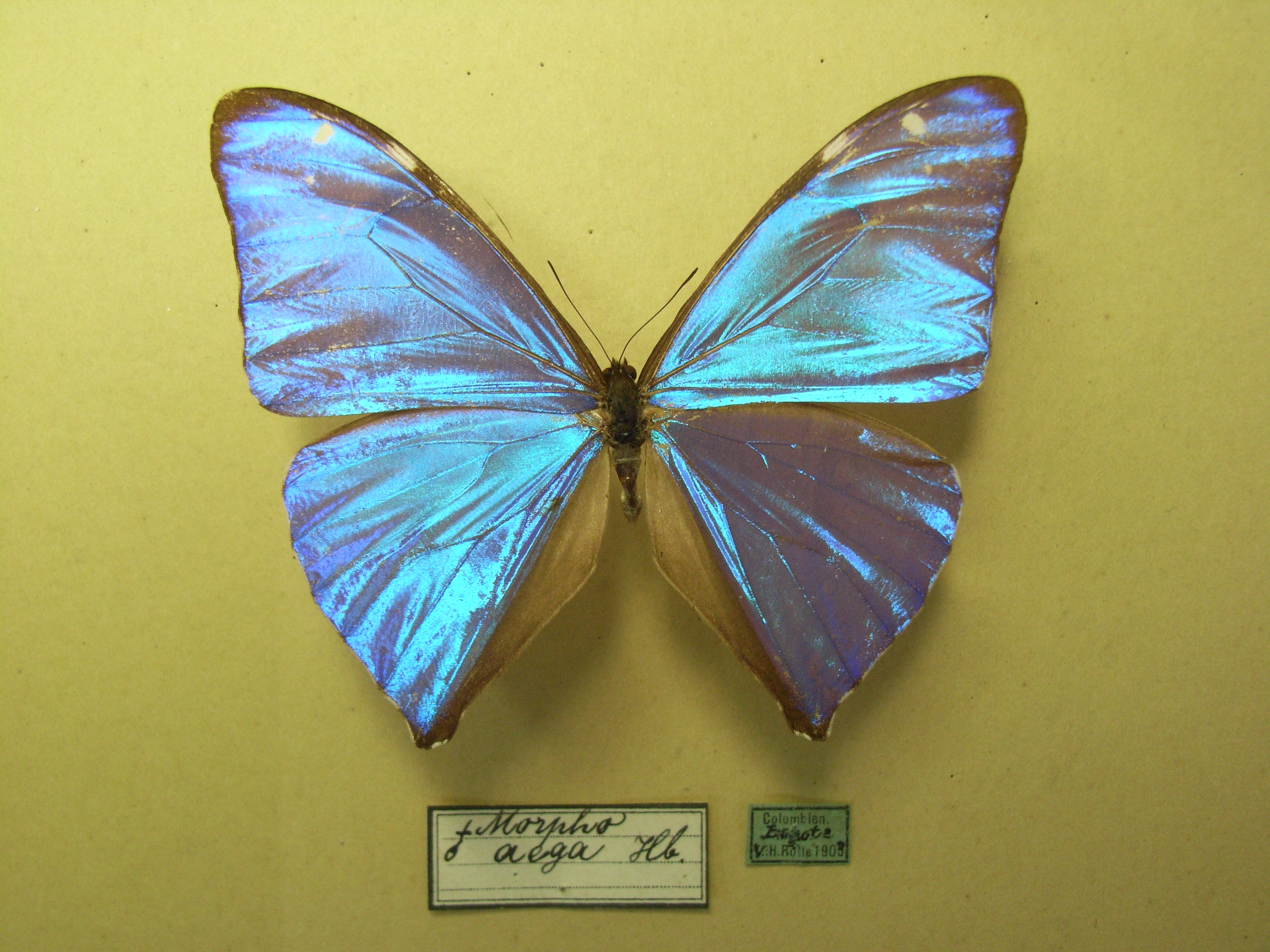
Les fruits de Pollia condensata sont plus brillants que les ailes du Morpho.

C'est une plante herbacée vivace à tige stolonifère d'un mètre de haut. Elle a de grandes feuilles lisses et étroites et des fleurs rose pâle ou blanchâtres sur une tige d'environ 60 cm de haut. La capsule du fruit a environ 4 mm de diamètre.
Les fruits sont constitués de petits globes irisés de couleur bleue. La surface du fruit a une cuticule particulièrement lisse et transparente qui réfléchit la lumière comme le fait un miroir (réflexion spéculaire). Sous cette surface brillante se trouve une couche spéciale de cellules possédant une microstructure élaborée mais non pigmentée, dont la fonction est de réfléchir la lumière dans une plage de longueurs d'onde étroite. Cette coloration structurelle est créée par réflexion de Bragg à partir de microfibrilles de cellulose empilées en spirale dans les parois de ces cellules. La longueur d'onde réfléchie dépend de la hauteur de la pile, qui varie d'une cellule à l'autre. La variabilité de la hauteur de la pile permet à une plus grande quantité de lumière d'être réfléchie, ce qui améliore encore l'aspect brillant.
En plus de simplement refléter la lumière d'une longueur d'onde spécifique, la structure hélicoïdale de microfibrilles de cellulose provoque la modification de la lumière d'autres longueurs d'onde de sorte que la longueur d'onde converge dans une plage étroite avant d'être réfléchie, ce qui permet d'amplifier la lumière à cette longueur d'onde spécifique. Ce processus d'interférence produit la coloration la plus intense de tout organisme vivant : la réflectivité totale est d'environ 30 % de celle d'un miroir en verre mercuré et est la plus élevée de toutes les matières biologiques connues,,,,,.
Cette intense coloration rend le fruit attrayant pour certains oiseaux alors qu'il n'apporte aucune valeur nutritive. Les oiseaux décorent parfois leur nid avec les baies, ce qui contribue à long terme à la dispersion des graines.
Le scientifique Ullrich Steiner, responsable de l'équipe qui a mené les recherches originales sur la couleur structurelle des plantes indique :
« La coloration structurelle ne provient pas de pigments qui absorbent la lumière, mais de la manière dont un matériau transparent est disposé à la surface d'une substance […] la lumière rebondit sur l'interface entre chacune de ces couches […] Plus de couches sont empilées, plus la couleur est définie. La brillance et la pureté des couleurs du fruit proviennent du fait que de très nombreuses couches s'additionnent pour produire ces caractéristiques de réflexion très fortes d'une seule longueur d’onde. […] Ce fruit est l'un des premiers exemples connus chez les plantes. Comparé à d'autres couleurs structurelles telles que l'aile du papillon morpho, c'est plus intense. »